# جورج لويس (لاعب كرة قدم)
جورج لويس (بالإنجليزية: George Lewis) هو لاعب كرة قدم رواندي ونرويجي، ولد في 16 يونيو 2000 في كيغالي في رواندا.

## النشأة
ولد جورج لويس في كيغالي، رواندا، انتقل لويس إلى تنزانيا وهو بعمر سنة. انتقل بعد ذلك إلى النرويج وهو في الرابعة من عمره، حيث بدأ مسيرته المهنية في فريق ستاكيفولان إف المحلي، قبل أن ينتقل إلى نادي ترومسدالين، وأخيراً انتقل إلى ترومسو إيدريتسلاغ في عام 2015. لعب في الغالب للفرق الاحتياطية لكلا الناديين، حيث سجّل 32 هدفًا في 35 مباراة على مدار ثلاثة مواسم لفريق ترومسدالن الاحتياطي.

## مسيرته الكروية
شارك لويس في الدوري الإنجليزي الممتاز مغ نادي أرسنال في مارس 2020، بعد أن تدرب سابقًا مع فريق سوليهول يوناتيد المحلي، ونادي بورنموث وإيبسويتش تاون.
انضم لويس إلى أرسنال في أغسطس 2020، ووقع عقدًا احترافيًا]. وقّع عقدًا لمدة عامين مع نادي شمال لندن. اعتبرت هذه الخطوة مفاجأة، حيث لعب لويس فقط في الدرجتين الثانية والثالثة النرويجية، ولم يشارك في مباريات دولية للشباب.
سجل في أول ظهور له لفريق أرسنال تحت 21 عامًا، حيث فاز أرسنال على إيبسويتش تاون 2-1 في كأس دوري كرة القدم الإنجليزية.
لويس مؤهل لتمثيل كل من رواندا والنرويج دولياً، حيث صرّح لويس أنه نرويجي، وقد نشأ في ترومسو.